# Plazmový torus
Plazmový torus je prstencový oblak plazmatu nebo plynu, který obklopuje planetu. Ve sluneční soustavě jsou plazmové tory obvykle produkovány vzájemným působením atmosféry satelitu a magnetického pole planety. Nejznámějším příkladem je plazmový torus měsíce Io, který je produkován ionizací zhruba 1 tuny kyslíku a síry za sekundu z řídké atmosféry měsíce Io. Další příklady jsou do značné míry neutrální tory kyslíku a vodíku u Saturnova měsíce Enceladu a také teoreticky předpovězený, avšak dosud nepozorovaný torus dusíku u Saturnova měsíce Titan.